# Kunsthalle Nürnberg

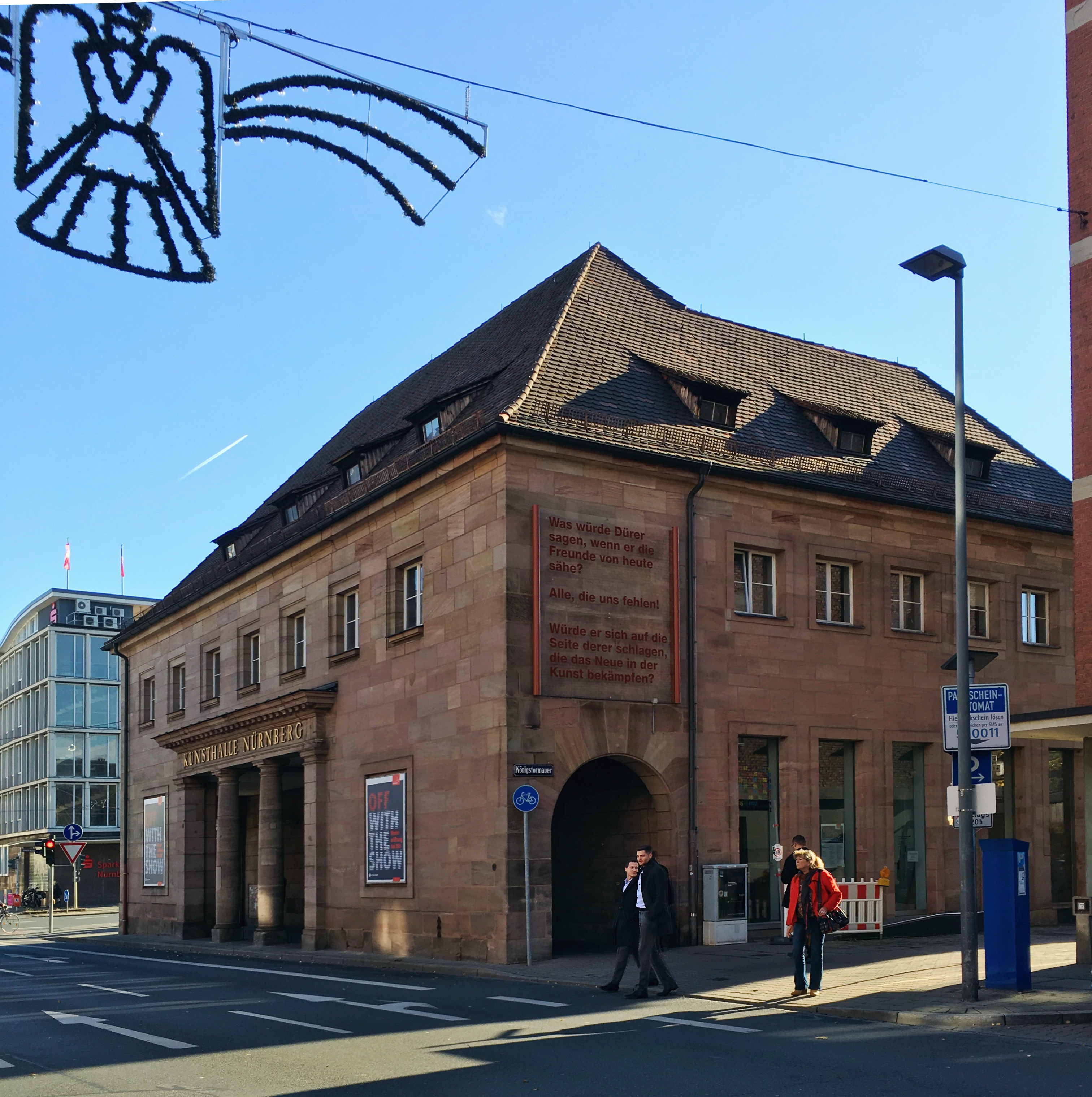
Kunsthalle Nürnberg, im November 2018

Die Kunsthalle Nürnberg ist ein Kunstmuseum im KunstKulturQuartier in Nürnberg für zeitgenössische Kunst.

## Geschichte
Sie wurde 1967 als Institution für internationale zeitgenössische Kunst gegründet. Anlass war die Schaffung eines Ausstellungsforums für die Präsentation und Vermittlung internationaler zeitgenössischer Kunst sowie der Aufbau einer städtischen Sammlung zur internationalen Gegenwartskunst. 1997 wurde die Sammlung als Dauerleihgabe an das Neue Museum – Staatliches Museum für Kunst und Design in Nürnberg übergeben. Als Wechselausstellungshaus präsentiert sie Ausstellungen zur zeitgenössischen Kunst und zur so genannten Zweiten Moderne der 1960er. Die Kunsthalle wird ideel und finanziell unterstützt vom Förderverein Contemporaries e. V.
Das Gebäude selbst hat eine lange Tradition als Kunstmuseum. Es geht auf die Initiative des ehemaligen Oberbürgermeisters der Stadt, Georg von Schuh, zurück. Ihm gelang es die privaten Stifter, Oskar von Petri und dessen Gattin, Elisabeth von Petri, für das Projekt zu gewinnen. Elisabeth von Petri gilt als die Urheberin des Stiftungsgedankens für die Ausstellungshalle. Der Oberingenieur Otto Seegy entwarf die Pläne. Der Bau wurde 1912 als Kunstausstellungshalle am Marientor im ehemaligen Zwingerbereich der Stadtmauer errichtet und sollte ursprünglich „den hiesigen Künstlern die Möglichkeit geben, ihre Erzeugnisse, auch wenn sie nicht für hier bestimmt sind, jederzeit der Öffentlichkeit vorzuführen …“ Die Worte stammen aus der Ansprache des Oberbürgermeisters Georg von Schuh zur festlichen Einweihung der Ausstellungshalle am 12. Oktober 1913. Die Ausstellungshalle war von den damaligen Stadtvätern und dem Stifterehepaar als Ergänzung und Erweiterung der Ausstellungsflächen des benachbarten Künstlerhaus Nürnberg beabsichtigt. Im Rahmen der Feierlichkeiten eröffnete man die erste Ausstellung mit Werken von Künstlern der Nürnberger Kunstgenossenschaft.
In den 1930er Jahren wurde das Gebäude in Fränkische Galerie umbenannt und für Wechselausstellungen von fränkischer Kunst genutzt.
Im Oktober 2019 wurde die Kunsthalle nach einer rund eineinhalb Jahre andauernden Umbauphase wieder eröffnet. Hierbei wurde neben der Innenbeleuchtung das Dach erneuert, das seitdem anstatt der bisher sieben, acht Oberlichter mit elektrochromer Verglasung aufweist.

## Ausstellungen (Auswahl)
- 1931: Ausstellung Katholischer Gegenwartskunst: in der Kunsthalle am Marientor vom 9. Aug. bis 20. September 1931 anlässlich des 70. Katholikentages in Nürnberg
- 1949: Kunst mit neuen Augen (u. a. Barlach, Beckmann, Fietz, Heckel, Hofer, Kohler, Marcks und Nolde)
- 1969: „Konstruktive Kunst, Elemente und Prinzipien“, Biennale 69, Nürnberg
- 1975: Jürgen Claus – Das Meer. Celebration of the Ocean
- 1984: Leiko Ikemura, Leiko Ikemura. Stadtzeichnerin von Nuernberg 1983
- 1985: Sieben Künstler aus Krakau. [Marek Chlanda, Antoni Haska, Wladyslaw Kazmirczak, Wlodomierz Kunz, Jerzy Nowosielski Jonasz Stern, Artur Tajber]. Kunsthalle Nürnberg, 26. April bis 9. Juni 1985.
- 1994/1995: Hans Arp
- 1995: Günter Fruhtrunk innerhalb der Ausstellung Hans Arp (in Zusammenarbeit mit dem Museum für Moderne Kunst München)
- 1999: Gustav Metzger. Ein Schnitt entlang der Zeit
- 2008/2009: Cao Fei[2]
- 2009: Anne-Mie van Kerckhoven[2]: Nothing More Natural
- 2009/2010: Juergen Teller: Logisch!
- 2010: Karla Black: Ten Sculptures
- 2012: 30 Künstler/30 Räume[2], Gruppenausstellung
- 2012/2013: goldrausch. gegenwartskunst aus, mit oder über gold (in Kooperation mit der Villa Merkel, Galerien der Stadt Esslingen)
- 2014/2015: Tatiana Trouvé: I tempi doppi (in Zusammenarbeit mit dem Kunstmuseum Bonn und dem Museion Bozen)
- 2015/2016: Homebase. Das Interieur in der Gegenwartskunst
- 2016: Henriette Grahnert. Manchmal erscheinst du mir sehr abstrakt
- 2017: Benjamin Houlihan. Salad Days
- 2019: Hidden Beauty  (u. a. Nevin Aladağ, Monica Bonvicini, Ólafur Elíasson, Ann Veronica Janssens, Michail Pirgelis, Laure Prouvost, Thomas Rentmeister, Karin Sander und Haegue Yang)[3]

## Sonderausstellungen
Hans Arp und Günter Fruhtrunk waren miteinander befreundet. 1955 arbeitete Fruhtrunk im Atelier von Hans Arp. 1995 kam es zu einer Kooperation der Kunsthalle mit dem Museum für Moderne Kunst München mit dem Ziel einer Hinterfragung der jeweiligen künstlerischen Beeinflussung. Es fand die Ausstellung Günter Fruhtrunk innerhalb der Ausstellung Hans Arp. statt. Die Kuratoren der Ausstellung waren Lucius Grisebach, Christine Hopfengart und Hans-Peter Porzner.

## Direktion
- 1967–1972: Dietrich Mahlow, Gründungsdirektor
- 1972–1988: Curt Heigl
- 1988–1997: Lucius Grisebach
- 1997–1999: Eva Meyer-Hermann
- 2012–2022: Ellen Seifermann
- seit 2022: Harriet Zilch[8]